# L'Arbre qu'on blessait
Pour plus de détails, voir Fiche technique et Distribution.
L'Arbre qu'on blessait (Το δέντρο που πληγώναμε (To Dendro pou pligoname)) est un film grec réalisé par Dímos Avdeliódis et sorti en 1986.
Film très autobiographique, tourné avec des acteurs non professionnels : habitants du village et membres de la famille du réalisateur.

## Synopsis
Chios, 1960, dans la région des Mastichochoria. Deux amis Giannis et Vangelis se brouillent sur un malentendu. Ils se réconcilient au milieu de l'été avant que celui-ci soit définitivement gâché. Ils vivent finalement des moments inoubliables. L'automne arrive trop tôt. Les larmes des enfants sont mis en parallèle avec les larmes de mastic que pleure le lentisque, l'arbre de la région.

## Fiche technique
- Titre : L'Arbre qu'on blessait
- Titre original : Το δέντρο που πληγώναμε (To Dendro pou pligoname)
- Réalisation : Dímos Avdeliódis
- Scénario : Dímos Avdeliódis
- Direction artistique : Maria Avdeliodi
- Décors : Maria Avdeliodi
- Costumes : Maria Avdeliodi
- Photographie : Philippos Koutsaftis
- Son : Dinos Kittou
- Montage : Costas Foundas
- Musique : Dimitris Papadimitriou
- Production :  Dímos Avdeliódis et Centre du cinéma grec
- Pays d'origine :  Grèce
- Langue : grec
- Format :  Couleurs - 35 mm
- Genre : Drame
- Durée : 75 minutes
- Dates de sortie :
  -  Grèce : septembre-octobre 1986 (Festival du cinéma grec 1986)
  -  Allemagne : février 1987 (Berlinale 1987)
  -  Grèce : 2 avril 1987

## Distribution
- Dímos Avdeliódis
- Yannis Avdeliodis
- Nikos Mioteris
- Marina Delivoria
- Takis Agoris

## Récompenses
- Prix spécial de l'association des critiques grecs de cinéma au Festival du cinéma grec 1986
- Prix européen du jeune réalisateur à la Berlinale 1987
- Éléphant d'or au Festival de New Delhi
- Sélection lors de la Semaine de la critique (Festival de Cannes 1987)